# Monte Giove (Abruzzo)
Il Monte Giove è un monte appartenente al subappennino abruzzese, in provincia di Teramo, nel territorio dei comuni di Cermignano e Penna Sant'Andrea.  Con i suoi 749 m s.l.m. rappresenta la massima quota del bacino idrografico del torrente Piomba, esteso per circa 104,5 km², dalla sorgente sul Monte fino alla foce nel Mare Adriatico.

## Geologia
Nell'area del Monte Giove affiorano due principali successioni sedimentarie marine, separate dalla trasgressione del Pliocene medio :
- Una successione terrigena torbiditica del Miocene superiore - Pliocene inferiore, rappresentata in particolare dalla Formazione della Laga, il cui membro post-evaporitico affiora proprio nell'estremo settore occidentale del bacino del Piomba, nell'area di Monte Giove - Cermignano.
- Depositi argilloso-sabbiosi e conglomeratici del Pliocene medio-superiore - Pleistocene, affioranti più a est, tra Cellino Attanasio e la costa.

Dal punto di vista strutturale, l'area è interessata da pieghe e faglie inverse sepolte, dovute alla migrazione verso est delle spinte compressive dell'orogenesi appenninica. In affioramento, i sedimenti della Formazione della Laga risultano sovrascorsi su quelli della Formazione Cellino.
Il paesaggio collinare dell'area del Monte Giove è caratterizzato da forme di erosione accelerata note come calanchi, particolarmente sviluppate sui terreni argillosi affioranti .

## Contesto territoriale
Il Monte Giove, insieme al Cozzo della Pietra (1639 m) e Colle Izzone (520 m), delimita a nord il bacino idrografico del fiume Vomano, segnando lo spartiacque con il fiume Tordino.
Il monte fa parte della dorsale collinare che digrada verso il mare Adriatico, sulla quale sorgono gli abitati di Cermignano, Cellino Attanasio, Atri e Mutignano.
Il Monte Giove si inserisce nel più ampio contesto dei paesaggi agrari della valle del Vomano, caratterizzati da specifiche dinamiche insediative e produttive che ne hanno plasmato nei secoli le peculiari fisionomie.

## Santuario di età preromana
Sulla cima del Monte Giove, a 749 metri di altitudine, sorgeva in età preromana un importante luogo di culto dedicato alla divinità italica Giove. Le indagini archeologiche hanno evidenziato una lunga frequentazione dell'area, con le prime testimonianze che risalgono già all'età del Bronzo finale (XIII-IX secolo a.C.).
Il santuario vero e proprio venne edificato successivamente, tra il IV secolo a.C. e il I secolo a.C., in un periodo che coincide con il pieno sviluppo delle comunità italiche locali. Gli scavi condotti negli anni '70 del Novecento hanno portato alla luce i resti di strutture murarie e di un ricco deposito votivo, a testimonianza dell'importanza del sito.
Il santuario era strettamente connesso ad una vasta area a necropoli situata sulle pendici nord-orientali del monte, a circa 620 metri di quota. Qui sono state individuate decine di sepolture a tumulo, tipiche dell'aristocrazia guerriera italica, che furono in uso tra il VII secolo a.C. e il IV secolo a.C.. La connessione topografica tra spazi funerari e sacri è un tratto distintivo della religiosità delle popolazioni italiche dell'Appennino centro-meridionale.
Il santuario di Monte Giove doveva rivestire un ruolo fondamentale nel sistema insediativo della valle del Piomba, fungendo da fulcro di carattere religioso e politico. La sua posizione strategica, al confine tra i territori delle tribù dei Pretuzi a nord e dei Vestini a sud, lo rendeva un importante nodo nelle dinamiche di frontiera tra le diverse compagini territoriali. Inoltre, il monte costituiva un marcatore del paesaggio ben visibile dalla costa adriatica, rendendolo un punto di riferimento anche a lunga distanza.
Tra i materiali votivi rinvenuti nel santuario spicca una statuetta in bronzo raffigurante Veiove, una divinità giovanile assimilata a Giove e di probabile origine sabellica. Di grande interesse è anche una figurina antropomorfa maschile ritagliata in una sottile lamina d'argento, che trova confronti con esemplari simili diffusi nei santuari dell'Etruria e del Lazio interno tra VI e V secolo a.C.
Le fonti archeologiche testimoniano l'esistenza di un articolato sistema di offerte votive, che spaziano da elementi di pregio come vasellame in bronzo e ceramica figurata a oggetti più comuni come pesi da telaio e utensili miniaturistici. Questo suggerisce che nel santuario si svolgevano cerimonie che coinvolgevano tutte le classi sociali della comunità e non solo l'élite guerriera.
Il luogo sacro rimase vitale fino alla romanizzazione del territorio, quando venne sostituito da un sistema di fattorie e villae rustiche. La memoria dell'antica destinazione religiosa del Monte Giove rimase però viva a lungo, come dimostra il toponimo stesso del rilievo che ha conservato fino ad oggi il nome della principale divinità qui venerata.

## Epoca romana
In epoca romana nell'area sorgevano alcuni insediamenti rurali noti come castella (fattorie). Il territorio di Monte Giove rappresentava in questo periodo la propaggine più occidentale dell'Ager Hatrianus, il territorio della colonia romana di Atri.
Paolo Fabio Massimo, console nell'11 a.C., fu onorato con un monumento costruito da alcuni riconoscenti coloni in memoria di lui sulla cima del sacro colle di Monte Giove.
Alla strada interna Roma, Teramo, Penne deve riferirsi il cippo miliario rinvenuto dal Barnabei sul Monte Giove con indicazione di 125 miglia da Roma: (milia) p(assuum)CXXV.

## La Via del Sale
Monte Giove era una tappa importante lungo la cosiddetta "Via del Sale", un'antica via di collegamento tra la costa adriatica e l'entroterra appenninico abruzzese. Questa strada, probabilmente di origine preromana, era utilizzata per il trasporto del sale marino verso le zone interne, dove il minerale era necessario per la conservazione degli alimenti e altre attività. 
La Via del Sale attraversava i territori anticamente abitati da popoli italici come i Piceni, Pretuzi, Vestini e l'Ager Hatrianus. Partendo dalla località costiera di Pineto, passava per Atri, Bisenti, il santuario di Monte Giove nel territorio di Cermignano, Penne e Farindola, per giungere infine all'altopiano di Campo Imperatore.